# Tag Games
Tag Games (также известная как Tag Games Ltd) — независимый разработчик и издатель видеоигр, расположенный в городе Данди, Шотландия. Компания была основана в 2006 году, занимается созданием игр для планшетов и мобильных устройств, стала одной из первых европейских студий, разработавших игры для iPhone и iPad. Tag Games является членом торговой ассоциации игровой индустрии Великобритании The Independent Games Developers Association (TIGA). Tag Games создала игры для платформ Java ME, BREW, Symbian, C++, Android, iOS (iPad, iPhone, iPod), Wii, PSP, Blackberry и Nintendo DS. В число клиентов Tag Games входят Channel 4, EA, Rovio Entertainment, 505 Games, Flaregames, Square Enix, Activision Blizzard, NaturalMotion, TabTale, Bandai Namco Entertainment, Nickelodeon, Ubisoft, BBC, Paradox Interactive, Wooga.

## История
Пол Фарли, Джейми Брайан и Роберт Хеннинг основали Tag Games в 2006 году. Пол Фарли и Джейми Брайан ранее были частью команд разработчиков в DMA Design и Vis Entertainment, где они работали над такими играми, как Grand Theft Auto, Space Station Silicon Valley и State of Emergency.
Пол Фарли, управляющий директор Tag Games, сообщил: «Наша студия была основана на стремлении создавать самые инновационные и увлекательные казуальные игры в мире. Мы верим в создание каждой игры, чтобы обеспечить высочайшее качество игрового процесса и удовольствие для игрока».
Первая игра Dead Water была выпущена для мобильных телефонов на платформе Java ME в сентябре 2006 года и получила широкое признание критиков. С тех пор студия завоевала завидную репутацию благодаря инновациям и качеству, установив стратегические партнерские отношения с рядом крупных издателей игр, владельцами СМИ и брендов, а также студиями разработки по всему миру.
11 августа 2009 торговая ассоциация игровой индустрии Великобритании The Independent Games Developers Association (TIGA) объявила Tag Games своим новым членом.
Присоединившись к TIGA, Пол Фарли сообщил: «Tag Games — очень важная часть процветающего игрового сообщества, которое мы создали в Данди. Мы признаем роль TIGA в поддержке этого сообщества и надеемся на сотрудничество с TIGA в таких областях, как лоббирование шотландского парламента и продвижение игрового сектора Великобритании в средствах массовой информации».
Ричард Уилсон, генеральный директор TIGA, заявил: «Tag Games относится к новому поколению игровых компаний, самостоятельно публикующих весьма оригинальные казуальные игры для массового рынка через платформы цифрового распространения. То, как потребители играют и покупают игры, меняется с невероятной скоростью, и у Tag Games есть видение, чтобы с большим успехом ориентироваться в этих изменениях. Мы очень рады приветствовать Tag Games в TIGA».
В июне 2011 года студия выпустила свою первую бесплатную мобильную игру Funpark Friends. Позже игра была номинирована на награды IMGA, Bafta и Herald Scotland в области мобильных игр, а также стала лучшей шотландской мобильной игрой 2011 года по версии Herald Scotland. С тех пор студия разработала ряд бесплатных игр, включая Angry Birds Action!, Downton Abbey: Mysteries of the Manor и Moshi Monsters Village.

## Разработанные игры
В хронологическом порядке (не включая продукты Live Ops):
| Название                                                                    | Год  | Платформы                                  | Издатель                           | Ссылки      |
| --------------------------------------------------------------------------- | ---- | ------------------------------------------ | ---------------------------------- | ----------- |
| Dead Water                                                                  | --   | mobile                                     |                                    |             |
| Rock'n'Roll                                                                 | --   | mobile / iOS                               |                                    |             |
| Granny In Paradise                                                          | --   | mobile                                     |                                    |             |
| Football Pro                                                                | --   | mobile                                     |                                    |             |
| Love Guru                                                                   | --   | mobile                                     |                                    |             |
| All Stars Darts                                                             | --   | iPhone                                     |                                    |             |
| Car Jack Streets                                                            | 2008 | mobile / Nintendo DS / PSP / iOS / Vita TV | Tag Games                          | [ 1 ]       |
| Smash it Up                                                                 | --   | iPhone                                     |                                    |             |
| Animal ABC                                                                  | --   | iPhone                                     |                                    |             |
| ALEX                                                                        | --   | iPhone                                     |                                    |             |
| Christmas Rock'n'Roll                                                       | --   | iPhone                                     |                                    |             |
| GUTS                                                                        | --   | iPhone                                     |                                    |             |
| Red Ball Challenge                                                          | --   | iPhone                                     | Endemol                            |             |
| B-Boy Beats                                                                 | --   | iPhone                                     | Mobile Pie                         |             |
| Team Monster                                                                | --   | mobile / iPhone                            |                                    |             |
| Astro Ranch                                                                 | 2009 | iPhone / iPad                              |                                    |             |
| Hidden Expedition: Titanic (также известная как Titanic: Hidden Expedition) | 2009 | Портирование на iOS                        | Big Fish Games                     |             |
| TumbleBugs                                                                  | 2010 | mobile / iPhone                            |                                    |             |
| True Grit (игра, 2010)                                                      | 2010 | mobile / Android                           | Paramount                          |             |
| Doctor Who: The Mazes of Time                                               | 2011 | iOS / Android                              | BBC                                |             |
| Come Dine With Me App                                                       | 2011 | iOS / Android                              | Channel 4                          |             |
| Father Jack Me Up                                                           | 2011 | iOS / Android                              | Channel 4                          |             |
| Peepshow App                                                                | 2011 | iOS / Android                              | Channel 4                          |             |
| cBeebies App                                                                | 2011 | iOS / Android                              | BBC                                |             |
| Funpark Friends                                                             | 2011 | iOS / Android                              |                                    |             |
| Hotel GB                                                                    | 2012 | Разработка на iOS / Android                | Channel 4                          | [ 1 ]       |
| Hotel Vegas                                                                 | 2013 | iOS / Android                              |                                    |             |
| Hotel Vegas                                                                 | 2013 | iOS / Android                              |                                    |             |
| Might & Magic: Clash of Heroes                                              | 2013 | Портирование на iOS / Android              | Ubisoft                            | [ 1 ] [ 7 ] |
| Capital One Penalty Kick                                                    | 2014 | iOS / Android                              | Capital One                        |             |
| Talking Poppet                                                              | 2014 | iOS / Android / Kindle                     | Mindcandy                          |             |
| Moshi Monsters Village                                                      | 2014 | iOS / Android / Kindle                     | Mindcandy                          |             |
| Cat Tap Fever                                                               | 2014 | iOS                                        | 505 Games                          |             |
| The Game Of Life                                                            | 2014 |                                            | Marmalade Game Studio              |             |
| Downton Abbey: Mysteries of the Manor                                       | 2015 | Разработка на iOS / Android / Kindle       | Activision                         | [ 1 ]       |
| Toby                                                                        | 2015 | WatchOS                                    | Wooga                              |             |
| Angry Birds Action!                                                         | 2016 | Разработка на iOS / Android                | Rovio Entertainment                | [ 1 ]       |
| Ballarina                                                                   | 2016 | iOS / Android                              | Nickelodeon                        |             |
| Prison Architect Mobile                                                     | 2017 | iOS / Android                              | Paradox Interactive / Introversion |             |
| Monster High: Beauty Shop                                                   | 2017 | iOS / Android                              | TabTale / Mattel                   |             |
| Hotel Transylvania: Run Jump Build                                          | 2018 | iOS / Android                              | TabTale / Sony Pictures            |             |
| Raith Rovers App                                                            | 2018 | iOS / Android                              | Tag Games                          |             |

## Критика
11 августа 2009 торговая ассоциация игровой индустрии Великобритании The Independent Games Developers Association (TIGA) объявила Tag Games своим новым членом.
После этого управляющий директор Пол Фарли сообщил: «Tag Games — очень важная часть процветающего игрового сообщества, которое мы создали в Данди. Мы признаем роль TIGA в поддержке этого сообщества и надеемся на сотрудничество с TIGA в таких областях, как лоббирование шотландского парламента и продвижение игрового сектора Великобритании в средствах массовой информации».
Генеральный директор TIGA Ричард Уилсон сообщил: «Tag Games относится к новому поколению игровых компаний, самостоятельно публикующих весьма оригинальные казуальные игры для массового рынка через платформы цифрового распространения. То, как потребители играют и покупают игры, меняется с невероятной скоростью, и у Tag Games есть видение, чтобы с большим успехом ориентироваться в этих изменениях. Мы очень рады приветствовать Tag Games в TIGA».
На сайте Tag Games выложены цитаты некоторых работников индустрии компьютерных игр:

«Tag — отличная команда для совместной работы и выполнения взятых на себя обязательств», — Боб Лойя, Activision Blizzard

«Креативный, талантливый и трудолюбивый... идеальный партнер для развития!» — Миика Тамс, Rovio Entertainment

«Очень рекомендуемая студия. У Tag есть опыт и навыки для создания качественных игр», — Филип Мозер, Wooga